# Richia socorro
Richia socorro là một loài bướm đêm trong họ Noctuidae.